# Gąszczaki
Gąszczaki, krzakówki (Atrichornithidae) – monotypowa rodzina ptaków z podrzędu śpiewających (Oscines) w obrębie rzędu wróblowych (Passeriformes), najbliżej spokrewniona z lirogonami (Menuridae), z którymi tworzy takson Menurides. Są zagrożone wyginięciem.

## Występowanie
Rodzina obejmuje dwa gatunki występujące wyłącznie w Australii; gąszczak rdzawy występuje w lasach deszczowych pogranicza Queenslandu i Nowej Południowej Walii, natomiast gąszczak krzykliwy występuje w Australii Zachodniej.

## Charakterystyka
Oba gatunki są rozmiarami zbliżone do szpaka (długość ciała 17–23 cm, masa ciała 34–60 g), mają maskujące brązowoszare upierzenie. Żyją w podszycie leśnym, są bardzo trudne do zauważenia. Śpiew samców jest jednak bardzo donośny, dzwoniący i metaliczny.

## Systematyka
Rodzaj zdefiniował w 1844 roku angielski przyrodnik John Gould w książce swojego autorstwa o tytule The birds of Australia i nadając mu nazwę Atrichia. Jednak nazwa ta była już zajęta przez rodzaj muchówek, który opisał w 1803 roku niemiecki entomolog Franz von Paula Schrank; w związku z tym w 1885 roku norwesko-amerykański zoolog Leonhard Hess Stejneger nadał rodzajowi ptaków nową nazwę Atrichornis, jednocześnie umieszczając go w nowo nazwanej rodzinie Atrichornithidae.

### Nazewnictwo
- Atrichia (Atricha): gr. ατριχος atrikhos „bezwłosy”, od negatywnego przedrostka α- a-; θριξ thrix, τριχος trikhos „włosy”[13].
- Atrichornis: gr. ατριχος atrikhos „bezwłosy”, od negatywnego przedrostka α- a-; θριξ thrix, τριχος trikhos „włosy”; ορνις ornis, ορνιθος ornithos „ptak”[14].
- Rahcinta: anagram nazwy rodzajowej Atrichia Gould, 1844[15]. Typ nomenklatoryczny: Atrichia clamosa Gould, 1844.

### Podział systematyczny
Do rodziny należy jeden rodzaj z dwoma gatunkami:
- Atrichornis rufescens (E.P. Ramsay, 1866) – gąszczak rdzawy
- Atrichornis clamosus (Gould, 1844) – gąszczak krzykliwy